# Gnamptodon nepticulae
Gnamptodon nepticulae är en stekelart som beskrevs av Sievert Allen Rohwer 1915. Gnamptodon nepticulae ingår i släktet Gnamptodon och familjen bracksteklar. Inga underarter finns listade i Catalogue of Life.